# Creston (Virginia Occidental)
Creston es un área no incorporada ubicada dentro del Distrito Suroeste, una división civil menor del condado de Wirt, Virginia Occidental, Estados Unidos. Está catalogada como un asentamiento humano por la Junta de Nombres Geográficos de los Estados Unidos.

## Identificador
El número de identificación asignado por el Sistema de Información de Nombres Geográficos es 1537816.

## Geografía
Se encuentra a una altitud de 199 metros sobre el nivel del mar (653 pies) según el conjunto de datos de elevación nacional.